# Умахан-отар
Умахан-отар — населённый пункт, существовавший на территории современного Хасавюртовского района. Входил в Аксайский сельсовет. 

## Население
В 1929 году население составляло 49 человек, из них 23 мужчины и 26 женщин. В 1944 году население было депортировано в Среднюю Азию.